# Madona z nageljni (Rafael)
Madona z nageljni (c. 1506 - 1507, italijansko La Madonna dei garofani) je zgodnja pobožna slika, ki jo običajno pripisujejo italijanskemu renesančnemu mojstru Rafaelu. Slikana je v olju na sadnem lesu in zdaj visi v Narodna galerija, London.

## Predmet
Na sliki je prikazana mladostna Devica Marija, ki se igra s Kristusom otrokom in mu predaja nageljne. (italijanski naslov La Madonna dei garofani dejansko pomeni Madona nageljnov.) Te rože, katerih botanično ime je dianthus (klinček, grško za 'cvet Božji'), so spomin na Kristusov pasijon - po krščanski legendi se je cvet prvič pojavil, ko je Devica ob Križanju zajokala. Dogodek se odvija v slabo osvetljenem domačem okolju, na katerega je vplivala nizozemska umetnost. Kompozicija tesno temelji na sliki Benoisova Madona Leonarda da Vincija, čeprav je barvna shema modre in zelene, ki Devico povezuje s pokrajino, lastna Rafaelu. Skozi obokano okno se vidi pokrajina z uničeno zgradbo, ki simbolizira propad poganskega sveta ob Kristusovem rojstvu.

## Poreklo
Vsebina in velikost slike, malo večja od horarija (molitvenik) kažeta, da je morda služila kot prenosni pripomoček k molitvi. Identiteta njenega prvotnega zavetnika ni znana, čeprav popis iz 1850-ih kaže, da je bil naročen za Maddaleno degli Oddi, članico ugledne družine iz Perugie, potem ko je prevzela svete ukaze.
V 19. stoletju je bila last slikarja Vincenza Camuccinija.

### Pripisana Rafaelu
Šele leta 1991 je bila slika prepoznana kot pristni Rafael, kar je dokazal Nicholas Penny, strokovnjak za renesanso. Čeprav so se znanstvenici Rafaela zavedali obstoja dela, ki je od leta 1853 viselo v gradu Alnwick, so ga ocenili kot najboljšega od več kopij izgubljenega izvirnika. Po večjem javnem pozivu je Madono z nageljni leta 2004 Narodna galerija kupila od vojvodine Northumberlandskega za 34,88 milijona funtov s prispevki iz sklada dediščine loterije in nacionalnega sklada za umetniške zbirke. Da bi upravičili izdatke, se je odpravila na državno turnejo v Manchester, Cardiff, Edinburgh in grad Barnard.
Poleti 2006 so Caruzzi in sodelavci objavili spletno raziskavo, v kateri so trdili, da dokaz Nicholasa Pennyja in s tem povezana obramba, ki jo je objavila Narodna galerija, temelji na nepopolni analizi, nevzdržnih argumentih in napačnih interpretacijah. Leta 2007 je posmrtna publikacija Jamesa Becka,  From Duccio to Raphael: Connoisseurship in Crisis  spodbijala pripisovanje slike Narodne galerije Rafaelu. Brian Sewell je posebej kritiziral sliko slabe kakovosti in po možnosti ponarejene in poudaril, kako se zdi, da je Madonina desna noga odklopljena od njenega telesa.

## Slikarski material
Paleta je v primerjavi z drugimi Rafaelovimi deli razmeroma omejena . Nebo in modra draperija Device sta naslikana v naravni ultramarin in azurit, nadalje pa je uporabil svinčeno-kositrno rumeno, malahit in verdigris.